# Az inka öröksége
Az inka öröksége Karl May német író ifjúsági kalandregénye, eredeti címén: Das Vermächtnis des Inka. A népszerű alkotó egyik legfordulatosabb és legjobban komponált művét Magyarországon először az Athenaeum Kiadó adta ki 1912-ben, majd 1928-ban. Később a könyv a Móra Ferenc Könyvkiadó gondozásában 1968-ban jelent meg.

## Történet
|  | Alább a cselekmény részletei következnek! |

- Első fejezet: Néhány érdekes ember

Buenos Airesben egy különleges bikaviadalt rendeztek, ahol nem csak vad bikákra számíthatott a nagyérdemű közönség, hanem egy kiéheztetett jaguár és egy óriási termetű bölény küzdelmére is. A helyi eszpádákon kívül még egy madridi torreádor is jelentkezett a küzdelemre. A Café de Parisban Perillo, az egyik argentin eszpáda összeszólalkozott Karl Hammerrel, de a kötekedőt az ősz német könnyedén megfékezte. Később dr. Morgenstern keltett feltűnést nem is annyira a piros gaucsóruhájával, hanem azzal, hogy – sörivás közben – könyveket olvasott a szórakozóhelyen. Fritz, a pincér felajánlotta szolgálatait az ősi csontokat kereső tudósnak. Két merénylő megkísérelte megölni a Solido bankár házában lakó Morgensternt, csak Fritz bátor közbeavatkozása mentette meg a professzor életét.
- Második fejezet: A bikaviadal

Az aréna déli 12-kor zsúfolásig megtelt, a lelátón ült Salido bankár a feleségével és két vendégével, Hammer a barátjával, Morgenstern doktor Fritzcel. Először egy zenekar szórakoztatta a nézőket, majd a torreádorok mérték fel a terepet, végül az elnök utasítására beengedték az első bikát. Ez az állat megsebesített egy pikádort, de a spanyol eszpáda végzett vele. A két következő bikát is a madridi győzte le, az argentin viadorok elhomályosultak mellette. Ráadásul Perillo még meg is sebesült a lábán a küzdelemben. A műsor legizgalmasabbnak ígérkező száma: a jaguár és a bölény párviadala következett. Úgy tervezték, hogy ennek a győztesével fognak végül az eszpádák megküzdeni. A jaguár egy lasszóra volt kötve, melynek végét egy vaskampóra erősítették. A ragadozó, bár erős, vad, éhes állat volt, az óriási bölényt mégsem merte megtámadni. A matadorok kis rakétákat lőttek a lekushadt jaguár felé, de az inkább a lasszót rágta, nem támadott.  Amikor az egyik rakéta majdnem a szemébe hullt, a fenevad nagy ordítással félreugrott, elszakította a lasszót, szabaddá vált, de nem a bölényt, hanem a nézőket támadta meg. Csak Hammer lélekjelenlétének – meg az öklének – köszönhették, hogy a jaguárt sikerült megfékezni. A tömeg ráismervén a férfira tapsviharral köszöntötte, és óriási lelkesedéssel skandálta a nevét:  „El padre Jaguar!  El padre Jaguar!”
A következőkben a 3 méteres, 30 mázsás bölény összecsapott a viadorokkal. Az első összecsapásban az állat két pikádort és 3 banderillót gyilkolt meg. Ezek után már csak Señor Crusada, a spanyol mert kiállni ellene, de ő sem járt sikerrel: a bison agyontiporta. Jaguár apóra maradt, hogy az Észak-Amerikából hozott bölénnyel megvívjon. Az életre-halálra szóló játék az ember győzelmével ért véget: kulcsa a bátorság, a  lélekjelenlét és az ügyesség voltak, no meg az alapos anatómiai ismeretek.
- Harmadik fejezet: Jaguár apó

Jaguár apó üzleti ügyben felkereste Solido bankárt, aki élve az alkalommal, bemutatta a nap hősét a feleségének és a vendégeinek. A beszélgetés közben szóba került, hogy Karl Hammer mi mindennel foglalkozott korábban. Volt yerbatero (teaszedő) a Gran Chacóban, gambusino (aranyásó) Peruban, chinchillero (prémvadász) az Andokban. Most is ez utóbbi területre készült 24 fős csapatával: Tucumanba, s onnan talán Peruba is. A bankár élve a lehetőséggel megkérte a híres pampajárót, hogy vigye magával Antoniót, a felesége unokaöccsét, akit Limában a szülei már nagyon vártak haza. A 16 éves izmos fiatalember már járt az Andokban, akkor jó céllövőnek bizonyult, és kitűnően lovagolt. Az öreg vadász a hajóutat javasolta a fiatalembernek, de később beleegyezett, hogy magával vigye Antoniót. Az expedícióhoz a zoológus is csatlakozott Sancho Panzájával, őslények csontjait, kövületeket akart kiásni a Gran Chacón. Később egy detektív állított be, a házbéliek tudomására hozta, hogy nyomoztak Antonio Perillo, az ismert eszpáda után, és megállapították, hogy nem lehetett semmi köze az előző napi merénylethez. Jaguár apó távozását a bankár házból két gyanús alak is figyelemmel kísérte. Perillo és cimborája, a szakállas óriás a kis tudós megölését tervezgette.
- Negyedik fejezet: Egy kis tévedés

Két héttel később a Santa Fébe érkező Morgensternt doktort összetévesztette Pellejo kapitány Glotino ezredessel. A zoológust és famulusát gazdagon megvendégelte, de amikor kiderült a blamázs, akkor kidobatta a gringókat a helyőrségi kaszárnyából. A tudós és kísérője megtudta, hogy Jaguár apó már elhagyta a várost, huszonnégy emberével Laguna Porongos felé indult. Fritzék egy fogadóban megismerkedtek Don Parmesannal, aki a segítségükre sietett abban, hogy egy haciendán strapabíró lovakat vásároljanak. A piros ruhába öltözött doktor még egy veszélyes, meggondolatlan kísérletet is végrehajtott a majorságban, amikor marhák bélyegezését mutatták meg nekik. Másnap reggel Don Parmesan vezetésével útnak indultak a pampákon Córdoba város irányába.
- Ötödik fejezet: Nyargalás a pampákon

A kis csapat tagjai eleinte erdők közt poroszkált, aztán megnyílt előttük a pampa.  Útközben egy villámgyors postakocsival találkoztak, mely kielőzte őket. Fort Tióban egy hadnagy figyelmeztette a tudóst, hogy hiányos felszereléssel vágtak neki a nagy útnak. Nem vittek magukkal többek között: lisztet, szárított húst, zsírt, szalonnát, kávét, teát, kakaót és dohányt sem. Morgenstern elmesélte a tisztnek a  Pellejo kapitánnyal történt félreértést, ezután a hadnagy távolságtartóbb lett velük szemben. Másnap reggel korán indultak, a  lovaglás valamivel könnyebben esett a doktornak, mint tegnap. Egy idő után sok lovas nyomára bukkantak, így irányt változtattak, követték a nyomokat. Később – megéhezvén – pampai nyulakat lőttek, megnyúzták és megsütötték mindkettőt. Amikor az általuk követett nyomok egyre jobban eltávolodtak a Gran Chacótól, aggódni kezdtek emiatt. Fritz egy nandut lőtt, de a madár húsa ehetetlennek bizonyult, ráadásul az amerikai strucc elejtése közben a mészáros megsebesült. Egy iguánt is sikerült elejteniük, ebből jól belakmároztak, még a zoológus is leküzdötte a gyíkhús iránti ellenérzését. Egy tóhoz érkezvén ponchóval halat fogtak. Itt a kis tudós egy furcsa körre bukkant, először boszorkánykörnek vélte, de később ősleletet feltételezett alatta. A feltárás során nem gliptodonra, nem egy gigantikus ősteknősre, hanem egy lőpor- és lőfegyverraktárra bukkantak. Ekkor egy ötven fős lovascsapat közelített a vándorok felé, hamarosan a „lelőhely” mellé értek. Perillo és karvalyorrú társa lovagolt az élen Bátor Karral, az abipónok főnökével. Dühösen figyelték, hogy felfedezték a titkos raktárukat. Lázadásra készültek Mitre tábornok ellen, Pellejo kapitány segítségével, aki kíséretével éppen a határ menti erődöket vizsgálta felül. Dr. Morgensternt – akit Glotino ezredesnek véltek – és Fritzet fogságba ejtették. Don Parmesant nem gondolták veszélyesnek, szélnek eresztették. A kirurgus azonban megkedvelte útitársait, és a kiszabadításuk érdekében elindult, hogy megkeresse Jaguár apót.
- Hatodik fejezet: Az utolsó inka

Az előző fejezetben történtek helyszínétől körülbelül húsz kilométernyire két vándor bandukolt az őserdő szélén. Az egyikük egy száz esztendős aggastyán, a másikuk egy 18 év körüli fiatal indián volt. Egy ombu közelében kiásták a korábban ott elrejtett fegyvereiket: két bőrtegezt, nyilakkal tele, két hosszú lándzsát, két íjat és egy fekete buzogányt (valójában színarany humancsuájt). Az öreg Anciano uramnak szólította a társát, aki nem volt más, mint Haukaropora, Atahualpa inka legkisebb fiának leszármazottja. Kecsua nyelven folyt a beszélgetés, melyből kiderült, hogy az utolsó inka hatalmas – egyelőre titkos – kincs birtokosa. A két indián átvágott az erdőn, de amikor egy ötven fős abipón lovascsapat táborához érkeztek, inkább visszafordultak, és egy másik ösvényt kerestek a továbbhaladáshoz. Ekkor meg egy magányos lovasba ütköztek, akit bevártak, és megtudták tőle, hogy Jaguár apót keresi. Don Parmesan és a két indián rátalált a keresett fehér vadász és társainak táborára, ahol a sebész elmesélte, hogyan esett fogságba a kis zoológus a famulusával együtt. A véletlenül felfedezett lőporraktárról és a sötét kalandorok leírásáról sem feledkezett meg. Jaguár apó a karvalyorrú leírásában Benito Pajaróra, a hírhedett aranyásóra ismert. Anciano figyelmeztette a fehéreket a két indiáncsapat valószínűsíthető egyesülésére, és a feltételezett puccs kiötlőinek gonoszságára. Jaguár apó megígérte, hogy mindent megtesz a foglyok kiszabadítása érdekében.
- Hetedik fejezet: Fogolyszabadítás

A nap már alászállt a látóhatáron, amikor a fehérek elindultak az erdő felé, ahol az abipónok tanyáztak. Egy babérfa mutatta az erdőbe vezető ösvény kezdetét. Mielőtt a bevágáshoz értek volna, megálltak és elrejtőztek, mert két lovas közelített feléjük. Brazo Valiente és Perillo keresték az utat az övéikhez: a két  egyesült indiáncsapathoz. Jaguár apó Geronimóval, Haukával és Ancianóval elindult, hogy kiszabadítsa a foglyokat. Az erdő közepén, egy tisztáson a száz abipón és a fehérek hatalmas tábortüzet raktak, biztonságban érezték magukat. Jaguár apó csellel próbálta meg kiszabadítani a két sápadtarcút. Anciano puskaporral felgyújtotta a tábor közelében a száraz füvet, addig Jaguár apó elvágta a foglyok kötelékeit, két nyerget a vállára kapott, és a csapata felé irányította a kis doktort és a szolgáját, ők a csomagjaikat mentették: a szerszámokat és a könyveket. Hauka is két nyerget vitt a vállán, Geronimo négy lótól szabadította meg az abipónokat, akik közben ponchókkal próbálták meg elfojtani a tüzet. A gambusino hatalmas basszus hangja – aki az üldözést szervezte – ismerősnek tűnt Jaguár apónak, de nem volt idő a szembenézésre, mindketten visszahúzódtak, az összecsapás – egyelőre – elmaradt. Bátor Kar a csapatával és a fehérekkel egy biztonságosabb helyre lovagolt, ahol megbeszélték, mi a megváltozott helyzetben a teendő. Szomorúan konstatálták, hogy a vadász meglepte őket, de bíztak abban, ha az öreg ki is hallgatta a beszélgetésüket, nem jött rá, hogy a Lago de los Caravandayes mellett lesz az indiánok és a lázadó fehérek központi találkozási pontja. A gambusino tévútra akarta Jaguár apót vezetni, Bátor Kar és Pellejo kapitány kitűnőnek nevezte az elképzelést. Az indián törzsfőnök egy régebbi összecsapásról is beszámolt, ami a kambák és az abipónok között történt, akkor Jaguár apó a kambák oldalán harcolt.
- Nyolcadik fejezet: Don Parmesan piócái

Az öreg vadász két megbízható emberét őrszemnek jelölte ki, majd kihallgatta a kiszabadított foglyokat. A doktort az ősállatokon kívül nem érdekelte más, így nem emlékezett szinte semmire, amiről az elrablói beszélgettek. Fritz azonban megjegyezte volt fogva tartói terveit, és elmesélte Jaguár apónak a pronunciamiento részleteit. A bőrruhások vezérét felháborította Pellejo kapitány árulása, és az aljas terv a kambák lemészárlására. A szolga a titkos fegyverraktárak helyéről is pontos és részletes információkkal szolgált.

„Az első a Fuente de los pescados, vagyis Hal-forrás, a másik a Fuente de los sangui-juelas, azaz Pióca-forrás, a harmadik a Fuente de los crocodilos, vagyis Krokodilus-forrás, végül a negyedik a Fuente gemela, az Iker-forrás.”

– Részlet a regényből (Móra Ferenc Könyvkiadó, Budapest, 1968, 149. oldal)

Jaguár apó elhatározta, hogy keresztülhúzza a gambusino és társai számítását: megkeresik a fegyverraktárakat, és felfegyverzik a kambákat, majd leszámolnak a gonosztevőkkel. Másnap reggel Geronimóval követte az abipónokat, és azt tapasztalta, hogy az indiánok visszatértek a korábbi táborhelyükre az erdőbe, majd a folyóhoz kanyarodtak. Nem a források felé vették az útjukat, de a tapasztalt pampajáró ráérzett a cselvetésükre, így nem követték tovább a nyomokat. A Pióca-forráshoz egy sivatagon keresztül jutottak el. A forrás és a belőle keletkező tó vize tiszta, iható volt, csak a kettőt összekötő árok hemzsegett a piócáktól. A bőrruhások rengeteg halat fogtak, Don Parmesant azonban a nadályok látványa lelkesítette. Üres borosüvegekbe vizet töltött, majd piócákat fogott, és a palackokban őrizgette a vérszívókat. Miután megkeresték a titkos rejtekhelyet, óvatosan kiásták a bejáratot, és kiszedték a fegyvereket. Száz puskát, 200 kést, dárdahegyeket és nyílra erősíthető acélhegyeket is találtak a földalatti mesterséges barlangban. Óvatosan visszatemették a lyukat, majd rárakták a kivágott fűkockákat, és jól megöntözték, hogy a megsérült fűszálak magukhoz térjenek. A Krokodil-forrásnál hasonlóan jártak el, vigyáztak arra is, hogy a lázadók első látásra észre ne vegyék, már mások kifosztották a féltve őrzött fegyverraktárukat. Este El Picaro, a Kópé – egy bohókás, fiatal argentin – megtréfálta Don Parmesant és Fritzet. A két nyugtalanul alvó reggel rémülten ébredt fel: kis állatok hemzsegtek a bőrükön.
- Kilencedik fejezet: Hadiösvényen

A megerőltető lovaglás után másnap délben megérkeztek a Fuente gemelához. Itt már trópusi jellegű volt a növényzet és az állatvilág. A korábbiakhoz hasonló módon megkeresték a föld alatti raktárat, és a felszínre hozták mindazt, amit ott találtak. A fegyverek szállítása azonban már egyre nagyobb nehézséget okozott a csapatnak. Jaguár apó szerint a végállomásnál, a Pálma-tónál kb.30 katonára és több száz abipón harcosra számíthatnak. Az sem kizárt, hogy az indiánok a fegyverekért fehér szövetségeseik elé jönnek, ezért nem árt az óvatosság. Egy aria (elektromos jelenség) előjelként figyelmeztette a bőrruhásokat, hogy vihar, felhőszakadás következhet a közeljövőben. Antonio és Hauka barátsága egyre szorosabb lett, éjszaka vakmerő kalandra vállalkoztak. Az inka füstöt és apró fényeket látott a távolban, elindultak mindketten a felderítésére. Egy másik forrás közelében tekintélyes létszámú abipón csapatra bukkantak, akik 6 foglyot őriztek. Hauka egyikükben Kemény Koponyára, a kambák törzsfőnökére ismert. Hosszú, türelmes várakozás után és egy bátor cselvetésnek köszönhetően kiszabadították a foglyokat. Öt kamba mellett, Mitre tábornok megbízottját, Verano hadnagyot is megmentették a másnapi vízbefojtástól. Az abipónok lovait is elragadták a madrina segítségével. A vezérkanca nyakába kötött kis kolomp csengőhangját valamennyi ló követte. Jaguár apó közben felfedezte a két fiú szökését, már éppen a keresésükre indultak, amikor a két fiatal megérkezett a kambákkal és a lovakkal együtt. Verano hadnagy beszámolt titkos megbízatásáról, nyomozásának céljáról, és röviden összefoglalta fogságba esésük és szabadulásuk történetét. Mivel orkán közeledett, gyorsan fedett helyre kellett jutniuk, ezért Kemény Koponya tanácsára szélsebesen elindultak a Mészárlás Tanyája felé. A kimerítő éjszakai lovaglás után a terepet jól ismerő kamba törzsfőnök vezetésével megérkeztek a biztonságot nyújtó menedékbe.
| A Mészárlás Tanyájának története | A Mészárlás Tanyájának története |
| --- | -------------------------------- |
| „A sziklafal közelében hat különálló épület sorakozott egymás mellé. Ez volt az egykori település. A Gran Chacóban régente számos ilyen telep keletkezett, melyeknek romjai mindmáig láthatók. Bátor és tettre kész fehér telepesek érkeztek ide családostul, s birtokba vették a félig-meddig kiirtott vagy kihalt őslakók hazáját. A földrészt, amit elfoglaltak, nem vásárolták meg, s nem fizettek érte kártérítést senkinek. Természetesen a legszebb, a legjobb, a legtermékenyebb földeket választották, s ha egy indián vagy félvér ősi jogaira hivatkozva tiltakozni merészelt, a bitorlók egyszerűen lepuffantották. Csakhogy a telepesek nem kaptak utánpótlást, és olyan kevesen voltak, hogy nem bírtak tartósan ellenállni a felbőszült indiánok támadásainak. Kénytelenek voltak a sűrűbben lakott területekre visszavonulni. Aki makacsul ragaszkodott bitorolt földjéhez, azt előbb vagy utóbb elpusztították, s a néhány évig megművelt föld újra vadonná változott. A növények magvait a szél befújta a házakba, ahol kicsíráztak. A tető alatt, a falak közt bokrok, sőt fák nőttek ki, kúszónövények csimpaszkodtak az ajtófélfákba és tetőgerendákba, a falakat lombok lepték be, s e nedves burkolat alatt a házak megdohosodtak, és lassanként elkorhadtak. A Mészárlás Tanyája szerencsére nem volt még ilyen rossz állapotban. Ez a telep a közelmúltban létesült, s még nem rágta meg az idő vasfoga. A házak rendkívül tartós anyagból épültek: hatalmas fatörzsekből, amelyeket mélyen bevertek a földbe. A házak fedele vastag nádkötegekből készült, s ezeket erős háncskötelek tartották össze. A nád is és a háncs is dacolt esővel, széllel, faggyal egyaránt; erejük titka rugékonyságuk volt, a szélroham meghajlította, de nem törte el; nem bírt velük még a legvadabb orkán sem, mely minden más tetőt ízekre szedett volna szét. A fatörzsekből összerótt falak ellenálló-ereje is hasonló eredetű volt. Elburjánzott rajtuk a sok kúszónövény, de nem ártott meg a falaknak, sőt inkább a javukra vált. Élő páncélként védték meg a falakat szél és eső ellen. A házakon nem voltak ablakok, és a bejáratokat nem látták el ajtókkal. A lakóházak előtt és köztük is ősrégi fák álltak, mint megannyi óriási őrszem, de alattuk és körülöttük annyira elszaporodtak a bokrok, hogy már-már járhatatlan bozóttá váltak. A földön heverő letört ágak tömege tanúskodott arról, micsoda viharok szaggatták meg ezeket az ősi fákat, ám derékba törni vagy kitépni nem bírták.” – Részlet a regényből (Móra Ferenc Könyvkiadó, Budapest, 1968, 195-196. oldal) |                                  |

Gyors „nagytakarítás”t követően 4 épületben a lovakat helyezték el, kettőben az emberek húzódtak meg. A trópusi vihar lecsapott a vidékre, és úgy tűnt, mintha ezer ördög jajgatott, üvöltött volna a közelükben. Az orkán végeztével Verano hadnagy jelezte, hogy a kormány nevében igényt tart a barlangokból kiásott fegyverekre, de miután megtudta, hogy mi a célja Jaguár apónak, elállt a követelésétől.
- Tizedik fejezet: Jaguár apó elbeszélése

Másnap reggel az orkánt túlélők tanácskozásra gyűltek össze, hogy merre induljanak tovább. A Pálma-tóhoz, a lázadók gyülekező helyéhez vagy a Kristály-patak közelében lévő kamba nagyfaluhoz lovagoljanak? A két célt ötvözve kialakult az útiterv: a Pálma-tó felé mennek – mert erre könnyebben juthatnak élelemhez -, de a kambák települése a végcél, hogy eljuttassák nekik a kiásott fegyvereket. Verano hadnagy beszédbe elegyedett Ancianóval, elmesélte neki, hogy az öreg hosszú, sűrű, hófehér hajához hasonló skalpot látott Buenos Airesben  Perillónál, az eszpádánál. A torreádor azt állította, hogy megküzdött egy indiánnal, legyőzte, és ellenfele skalpját magával vitte. Anciano akkor vált izgatottá, amikor a katonatiszt a hajat összefogó fekete vaspántról beszélt: amire Napot véstek, tizenkét irányba szétfutó sugarakkal. Az öreg indián felindultságában majdnem elárulta a féltve őrzött titkát, de Haukaropora megnyugtatta.
A zoológus nem akart továbbmenni, mert úgy vélte, hogy a hegyek között nincs esélye ősállatokra bukkanni, de Kemény Koponya beszélt neki a Csontok Mocsaráról, ahol rengeteg ősrégi maradvány található. Amikor útnak indult a csapat, akkor Jaguár apó  Ancianóhoz és Haukához csatlakozott. Elmondta nekik, hogy tud a titkukról: Hauka nem Anciano fia vagy unokája, hanem az ősi perui inka leszármazottja. A viselkedésükön kívül az is erre utalt, hogy Haukaropora buzogánya a korábbi összecsapásnál megsérült, és a fekete fegyver egy apró helyen aranyosan csillogott. Ez a buzogány a vadász szerint csakis a humancsuáj, az aranybuzogány lehet. A két indián elismerte, hogy Jaguár apó nem téved, s arról is szó esett, hogy Hauka apja 5 éve a Barranca del Homicidio közelében tűnt el. Hammer elmesélte, hogy öt éve ő is a Gyilkos-szurdoknál járt. Egy este, amikor pihenőt tartott a Salina del Condorban, egy jól felpakolt, ismeretlen lovas ereszkedett alá a magasból, tőle 50 lóhossznyira, aki – amikor észrevette őt – hirtelen elvágtatott mellette. Másnap reggel továbbindult a szurdok felé, a keskeny szoros közepén járt, amikor egy hátbalőtt, megskalpolt és kifosztott holttestre bukkant, akit a sziklák között tisztességgel eltemetett. A helyszínen talált egy parányi aranykelyhet, amiben az indiánok egy ősi harmatkehelyre ismertek. Jaguár apó üldözni kezdte a feltételezett gyilkost, de annak már akkora előnye volt, hogy a vadász nem érte utol. A két indián bosszút esküdött Perillo ellen.
- Tizenegyedik fejezet: A kambák falujában

Másnap Jaguár apó és csapata az egész napi vágtatás után este megpihent, bár a távolban abipón harci dalokat hallottak. Geronimo és Picaro felderítésre indultak, közel száz harcosról számoltak be, ráadásul két marhát is magukkal hoztak, hogy a csapat élelmezését segítsék. A további út során több abipón falut üresen találtak, a lázadó indiánok bizonyára kijelölt helyeken tömörültek. A következő napon már kamba falvakba értek, ahol tájékoztatták a lakosságot az őket fenyegető veszélyről. Innen küldöncöket küldtek minden irányba, hogy értesítsék a többi települést is a várható abipón támadásról. Harmadik nap egy sekély tóhoz érkeztek, melynek partjai mocsarasak voltak. Ez volt az El Pantano de los Huesos, a Csontok Mocsara. A kis doktor addig könyörgött a vezérnek, míg fél órát kapott – egy kamba kísérővel -, hogy körülnézhessen az ingoványban. Ez a kis idő is elég volt ahhoz, hogy a tudós életveszedelembe kerüljön, csak Fritz lélekjelenlétének köszönhette, hogy megúszta a kalandot, bár nem szárazon.
Jaguár apó egy katlant, a Szikkadt-tó Völgyét nézte ki csapdának az abipónok számára. Amikor a kis csapat megérkezett a kambák fő falujába, ott részt vettek az ünneplés szertartásán, ezután beszédek következtek, majd hatalmas lakoma vette kezdetét. A tanácskozáson az öreg fehér vadász kifejtette a már korábban kigondolt tervét, amely ha sikerül, akár vértelen győzelmet is biztosíthat a számukra. Jaguár apó szavait Verano hadnagy kétkedve fogadta, ő a nyílt, kegyetlen, véres harcnak volt a híve. A vita után Hammer sétálni indult, hogy kiszellőztesse a fejét, amikor a háziállatok furcsa viselkedésére lett figyelmes. Vadászó jaguár lehetett a közelben. A vadász harsány kiáltással figyelmeztette a falubelieket és a társait a veszélyre. Antonio és Haukaropora is a közelben tartózkodott, a ragadozó az argentin fiúra támadt. Antonio kést és pisztolyt rántott, de a nagymacska ráugrott a fiatalemberre, ám az utolsó pillanatban Hauka óriási buzogányütéssel betörte az ötéves nőstényjaguár koponyáját.
Másnap hajnalban kacikák (kisebb törzsfőnökök) vezetésével rengeteg család és több száz kamba harcos érkezett a nagyfaluba. Négy napjuk volt a felkészülésre az abipónok és a lázadó fehérek ellen.
- Tizenkettedik fejezet: Krokodilusok torkában

Három nap múlva Jaguár apó felderítésre indult a fiatal inka és az öreg Anciano kíséretében. A táborban maradt csapatok megbízott vezetője addig Geronimo lett. A zoológus – kihasználva az alkalmat – szolgája kíséretében még aznap este megszökött a faluból. A két „csontvadász” a felderítők nyomát követte, de egy idő után azt tapasztalták, hogy azok nem a Csontok Mocsara felé vezetnek. Korrigálták az útirányt, de késve érkeztek a lelőhelyre, az abipónok már a közelben voltak. Ráadásul a kis doktor addig pepecselt a csontokkal, míg felfedezték őket, így újra fogságba estek. A gambusino kegyetlen halált szánt nekik, de előtte kifaggatta a két embert. Fritz nem árulta el a puccsistáknak, hogy Jaguár apó már előttük jár, sőt ügyesen – magát együgyűnek tettetve – félrevezette a szúrós szemű embert és társait. De ez a „vallomás” sem mentette meg őket: egy alizófa víz fölé nyúló ágaira akasztották fel a két szerencsétlent úgy, hogy a krokodilok majdnem elérték őket. A köteleket nem a nyakukba kötötték – Perillo javaslatára -, hanem a hónuk alá. Az éhes hüllők türelmetlenül felszöktek a magasba, a fogaik elől Fritzék görcsösen felrántották a lábukat. A gazfickók egy jó fél órán át nézték röhögve és ordibálva a két fogoly szenvedését, majd magukra hagyták őket, elmentek, hogy rendbe hozták a táborukat, majd kényelmesen megvacsoráztak.
Jaguár apóék közben befejezték a felderítést, és visszaindultak a kamba nagyfalu felé. Ekkor észrevették a doktorék nyomait. Látták azt is, hogy az abipónok hogyan ejtik fogságba a két férfit. Amikor az öreg vadász megpillantotta a gambusinót, elveszítette a lélekjelenlétét, és indulatosan felkiáltott, testvéröccse gyilkosára ismert az aranyásóban. Szerencsére a lázadók mással voltak elfoglalva, hangoskodásuk elárulta, hogy biztosak a sikerükben, a foglyok nem árulták el Jaguár apó tervét. Az öreg vadász kiszabadította a kis doktort és a szolgáját, még arra is volt gondja, hogy a bőrszalagokat – amikkel a fára kötözték őket – lekapargassa, mintha azokat is állati fogak marcangolták volna szét. Egy kis idő múlva az abipónok felfedezték, hogy a foglyok eltűntek a fáról. Úgy gondolták, hogy a krokodilok tépték őket szét. Még Benito Pajaro gyanakvása is megszűnt, amikor megvizsgálta a fán maradt bőrszíjakat. Morgenstren doktor bocsánatot kért a szökésükért, Fritz elmondta Jaguár apónak, hogyan tette lóvá a gambusinót és csapatát. Az öreg vadász és Anciano szerint hamarosan elérkezik a leszámolás ideje.
- Tizenharmadik fejezet: A torreádor titka

A gambusino, Perillo és Pellejo kapitány virrasztottak éjszaka a táborukban. Korábban az aranyásó és a katonatiszt összekaptak azon, hogy ki is parancsol itt igazából. Benito egy hivatalos iratot mutatott meg a kapitánynak, amelyben az állt, hogy a felkelés katonai vezetőjének a gambusinót nevezték ki a puccsista politikusok. A katona mellőzöttségében bosszút forralt, ezért utánaosont a két félrehúzódó cimborához, és kihallgatta a beszélgetésüket. Benito Pajaro arra gyanakodott, hogy Jaguár apó már előttük jár, és mégis csak ő szabadíthatta ki a krokodilok torkából a két fura figurát. Azon is morfondírozott a két lókötő, hogy mi lesz velük akkor, ha befuccsol a puccskísérlet. A minden vagy semmi eshetősége azt jelenthette a számukra, hogy vagy meggazdagodnak, vagy ismét aranyásóként a hegyekben és bikaviadorként az arénában kell szembenézniük a bizonytalan jövővel. Perillo ekkor elmesélt egy 5 évvel korábban vele megtörtént eseménysort. Szerinte mesés kincseket rejthet a Barranca del Homicidio. Akkoriban Chilében élt, ahol több bikaviadal győztese volt, és egy rakás pénzt keresett, de elkártyázta. Megismerkedett egy Mendozába készülő kereskedővel, akit útközben meggyilkolt. Ez a pénz se tartott sokáig, végül egyedül vágott neki a hegyeknek. Itt lesett ki egy nemes arcélű, hosszú, fehér hajú indiánt, akit a Barranca keskeny sziklapárkányánál látott eltűnni. Az öreg másnap hajnalban került elő, a hátán egy kisebb csomag lógott. Perillo utána nyargalt, hidegvérrel hátbalőtte, megskalpolta, és elvette a nála lévő aranytárgyakat. Amikor az eszpáda a Salina del Condorba ereszkedett le a sziklák közül, hirtelen egy embert pillantott meg. El akarta kerülni a vele való találkozást, ezért elnyargalt mellette, anélkül, hogy jobban megnézte volna. Később derült ki a számára, hogy ez az ismeretlen valójában Jaguár apó volt. Nemrég a főváros az egyik kocsmájában összefutottak, akkor célozgatott rá a vadász az öt évvel ezelőtti esetre. Az aranyedényeket eladta egy uzsorásnak, jó pénz kapott érte. Szerinte ott – a Gyilkos-szurdokban – lehet az inkák mesés kincse. Később már többször kutatott ott, de semmit sem talált. A gambusino szerint a skalp egyszer még árulója lehet Perillónak. Abban megegyeztek, hogy ha a hadjáratuk nem sikerül, akkor egy adu még mindig marad a kezükben.
- Tizennegyedik fejezet: A csapda

A több, mint nyolcszáz lázadó elérte a Szikkadt-tó Völgyét. Pellejo kapitány óvatosságra intett, de a gambusino lehurrogta, még felderítőket sem küldött ki a katlanba. A katonatisztben forrt a düh, véletlenül elszólta magát, elárulta, hogy az előző este kihallgatta a két kalandort. Bátor Kar előre lovagolt, nem észlelt semmilyen veszélyt, ezért a csapatát is bevezette a völgybe. Benito Pajaro és az eszpáda óvatosságból hátramaradtak.
Geronimo Jaguár apó távollétében megváltoztatta az eredeti tervet, mert attól félt, hogy a doktor és a szolgája kifecsegheti a csapda részleteit. Az öreg vadász visszatértekor megdicsérte a helyettesét, hogy ilyen előrelátó volt. A kirurgus csipkelődött a zoológussal, aki szerette volna kijavítani a hibáját. Verano hadnagy ismét elégedetlenkedett, ő nem alkudozna, lemészárolná a lázadókat. Jaguár apó a lovakhoz rendelte a doktort és a famulusát, hogy biztonságban legyenek; Verano hadnagyot meg maga mellé parancsolta, nehogy helyrehozhatatlan galibát csináljon. Száz kamba a elzárta a völgy bejáratát, ötszáz harcos meg a völgyet vette körül.
Fritz és dr. Morgenstern harconi akartak, ezért egyre előrébb mentek, addig sertepertéltek, míg egy szikla tetejére nem jutottak. Innen a doktor még előrébb akart nyomakodni, de lezuhant – magával rántotta a szolgáját is – éppen a gambusino lova elé estek. A meglepett férfi kifaggatta az elébe pottyanókat, majd kinevette a két balfácánt, de a mosolya lefagyott, amikor meglátta Jaguár apót és a kambákat, akik körbezárták őket.
Az öreg mellől egy füstfelhő kíséretében egy lövés hallatszott. Bátor Kar fejlövést kapott, az abipón főnök azonnal meghalt, Verano hadnagy ölte meg. A kambák jelnek vélték a lövést, és golyózáport zúdítottak a katlanba zárt abipónokra, a mészárlás elkerülhetetlen volt. Perillo menekülés közben leszúrta Pellejo kapitányt. Verano hadnagy sem kerülhette el a sorsát: őt Jaguár apó lőtte le, majd a két elinaló fehér után vágtatott Ancianóval. Hosszú üldözés után a két gazember – miután kiürítették nyeregtáskájukat – leugrott a lováról, és egy sűrű bozótban tűnt el. A két üldöző nem ment utánuk, nehogy a kalandorok lesből végezzenek velük. Jaguár apó lelőtte a két gengszter lovát, hogy a Barranca del Homicidióig gyalogolniuk kelljen.
Az öreg vadász és indián társa visszatértek a völgybe, ahol siralmas kép fogadta őket: az abipónoknak már legalább a fele halott volt. A két szemben álló félnek sikerült fegyverszünetet kötnie. Pellejo kapitány sebe halálosnak bizonyult, de még volt annyi ereje, hogy beszámoljon a torreádor titkáról. Megtudták, hogy a két gazfickó úti célja a Gyilkos-szurdok, ezért a bosszúra készülőknek nincs más dolguk, mint elnyargalni oda és bevárni a gyilkosokat.
- Tizenötödik fejezet: Születésnapi ajándék

Kemény Koponya megkezdte a tárgyalásokat az abipón főnökökkel. Jaguár apó békítő, csillapító beszédet mondott, és rávette a kambákat, hogy mérsékeljék követeléseiket. Hadisarcként a legyőzöttek átadták a fegyvereiket és lovaikat, valamint megígérték, hogy soha többé nem támadják meg szomszédaikat. A súlyosabb sebesülteket itt kellett hagyniuk, ezeket a kambák fogják ápolni, amíg haza nem térhetnek. A kirurgus elégedetlenkedett, mert nem hagyták amputálni őt az indiánok.
A gambusino és Perillo visszalopakodtak a völgybe – és kihasználva az őrök nemtörődömségét -, lovakat loptak. Majd elhozták a nyergeiket, aztán nyargalvást megkerülték az erdőt. A továbbiakban azt tervezték, hogy megállás nélkül vágtatnak Tucumanig, s onnan postakocsival utaznak Saltába, ahol öszvéreket vásárolnak Pajaro jó ismerősétől Rodrigo Serenótól.
Dr. Morgenstern és Fritz is szégyellte korábbi hebehurgyaságát, és továbbra is hőssé akartak válni, Jaguár apó viszont elhatározta, hogy itt marasztalja a két – galibát galibára halmozó – kis embert. Kemény Koponya ígéretéhez híven egy ősállat csontvázát ajándékozta a zoológusnak. Mielőtt azonban a törzsfőnök tudóst odavezette volna a lelethez, Jaguár apó tíz indiánnal kiásta a csontokat a Kristály-tónál, és mesteri hozzáértéssel fák és bambuszrudak felhasználásával összeállította a csontvázat. A doktort születésnapján tűzijátékkal köszöntötték, és elvezették az ősállat csontjaihoz. A kis német hihetetlenül boldog lett, amikor meglátta a megatherium maradványait, már az elszállítását tervezgette.
A csatában meghaltakat a völgy bejárata előtt elégették, a maradványokat közös sírba helyezték. Jaguár apó csapatával eltávozott, úgy tervezte, hogy delizsánszon utazva megelőzik a két gazfickót, majd Tucumanban öszvéreket vásárolnak, és onnan indulnak fel a Gyilkos-szurdokba. Miután az abipónok hadisarcként itt hagyott lovait számba vették, akkor derült ki, hogy két ló hiányzik. Geronimo kiderítette, hogy a gambusino és cimborája lophatta el az állatokat. Morgenstern doktor és Fritz – egy indián hírvivő kíséretében – az öreg vadász csapata után indult, hogy értesítse őket a kellemetlen hírről.
- Tizenhatodik fejezet: Señor Sereno vendégei

San Miguel de Salta élénk argentin város volt a Lerma völgyében. Señor Rodrigo Sereno fogadójába egyik este két vendég érkezett: a gambusino és Perillo. A hegyekbe készültek, a Guanacotal környékére, hogy a mozsó indiánokkal tárgyaljanak. Szállást, bőséges vacsorát kaptak a fogadóstól, hitelbe még szerszámokat, élelmet (egy hétre) és két felszerelt öszvért is „vásároltak”. Serano már korábban is adott ingyen felszerelést az aranyásónak, aki később busásan fizetett érte.
Másnap egy csapat fegyveres érkezett a Señor Rodrigóhoz. Ők is öszvéreket vásároltak, 26 adag sültet és 13 butélia bort. Ez volt aztán a kitűnő üzlet! Jaguár apó érkezett meg az embereivel, akik közül a fogadós ismert néhányat. A vendégek csendesen vacsoráztak, a kíváncsi fogadós semmit sem tudott meg róluk. Így ő dicsekedett el azzal, hogy az előző nap micsoda hírességek jártak nála: a mestergambusino és Perillo, az eszpáda. Jaguár apóék meglepődve fogadták a hírt, de legalább megtudták, hogy a két fickót kielőzhetik, mert ők a mozsókhoz mentek előbb, akiket – bizonyára – vadásznak, őrségnek akartak felfogadni.
Eddig nem beszéltem róla, de most elmondok mindent. Volt egy öcsém, akivel a gambusino pontosan így bánt el. Az öcsém prospector volt, ahogy az Egyesült Államokban az érckutatókat nevezik. Egyszer rendkívül gazdag aranytelérre bukkant. A gambusino megneszelte, odalopakodott, és embertelen kegyetlenséggel meggyilkolta az öcsémet. Aljas, hidegvérű rablógyilkosság volt. Aztán eltűnt az arannyal. Akkor még sötét volt a hajam, ettől őszült meg hirtelen.
Harmadnap két kis piros ruhás emberke érkezett a fogadóshoz. Ők is öszvéreket vásároltak – elég borsos áron -, majd vezetőt béreltek fel, Sereno egyik béresét. A fogadós eldicsekedett azzal, hogy az elmúlt napokban milyen híres emberek jártak nála. Morgenstern doktor és Fritz elmondták, hogy ők pont Jaguár apó csapatát keresik. Erre olyan történt, ami korábban még soha: Rodrigo Sereno ötven boliviano helyett csak harmincat számított fel az öszvérek darabjáért. A kifizetett többletet máris visszafizette, a kereskedő önmagával alkudott, és pénzt adott vissza!
- Tizenhetedik fejezet: Váratlan találkozás

A peon, aki elvállalta, hogy a két piros ruhás idegent Saltából a Salina del Condorba vezesse, eltévesztette az irányt. Szerencsére útközben három emberrel találkoztak, ők felvilágosították a doktorékat, hogy rossz ösvényen haladtak. Engel bankárt, aki Peruból jött, és a fiához utazott Buenos Airesbe, két tapasztal arrieró kísérte. Peru és Chile között kitört a háború, így hiába küldött a bankár sürgönyt a fiának és Salido úrnak, azt valószínűleg a címzettek nem kapták meg, mert megszakadt a távirati összeköttetés Argentínával. Engel felesége és kisebb fia hajón tette meg az argentin fővárosba az utat. A pénzember, mihelyt megtudta Morgensternéktől, hogy a fia Jaguár apóval a közelben táborozik, változtatott a tervein. Este egy barlangban pihentek meg, és ekkor Fritz és a zoológus elmesélték Engelnek az eddig történteket.
A gambusino a Guanacotal felé vette útját Perillóval, ahol a mozsó indiánokkal tárgyaltak. Nyolc indiánt fogadtak fel, hogy vadásszanak a számukra, valamint őrizzék a szurdok környékét, ahol „titokzatos szertartást” akart a két fehér végrehajtani. Hegyes Kés törzsfőnök az embereivel tartott. Amikor már közel jártak a szurdokhoz, a főnök egy kényelmes barlangot ajánlott pihenőhelyként, de észrevették, hogy a barlangból fény szivárgott ki. Felismertek Fitzet, a doktort, és Engelt, alapos kikémlelés után megtámadták a gyanútlan utazókat. A gambusino a két arrierót, Perillo a peont lőtte le, az indiánok a többieket rohanták le, majd megkötözték és kirabolták őket. Fritztől és gazdájától 10 000 bolivarót követeltek váltságdíjul, Engelt is meg akarták zsarolni, de éppen akkor Hegyes Kés sietett be a barlangba. Közölte a két fehérrel, hogy odakint az emberei észrevették, hogy valaki földön csúszva közeledett a barlanghoz. Amikor felfedezték, akkor pedig egy szempillantás alatt eltűnt a vaksötétben, nem tudták üldözni. A gazfickók Jaguár apó emberére gyanakodtak, ezért villámgyorsan elvonultak a helyszínről. A barlang közelében a sziklafal tövében két ember lapult: Anciano és Haukaropora. Jaguár apó küldte ki őket felderítésre, hogy jelentsék neki a gambusino mozdulatait.
- Tizennyolcadik fejezet: Az inka öröksége

A Gyilkos-szurdok felé haladva Anciano Jaguár apóval az inkák kincséről beszélgetett. Az öreg indián úgy tudta, hogy a kincs egy barlangban, egy régi tárnában található, de ő csak a bejárathoz vezető utat ismerte, pontosan nem tudta, hogy hol a kincs lelőhelye. Még annyira emlékezett – egykori ura célzásaiból -, hogy odabent valamilyen veszély leselkedik a betolakodókra, titokzatos tűz őrzi a barlangot. Amíg Jaguár apó megpróbálta egyedül megtalálni a bejáratot, addig Antonio és Hauka arról beszélgettek, hogy egykor mekkora is volt az inkák gazdagsága.
Akkor még nem hallottál azokról a kincsekről, amelyeket a két Napszentélyben, Cuzcóban és Chuquituban őriztek, továbbá Haunacauri, Catocha és Vilicanota templomaiban meg más szent helyeken, amelyeket haukáknak neveztek. A cuzcói Nap-szentélyben több mint négyezer pap és szolga foglalatoskodott. Minden ajtóoszlopa nehéz, tömör aranyból készült, az ablaknyílásokat smaragdokkal és más drágakövekkel rakták ki. A falakat aranytáblák borították. Ott álltak az istenek és istennők szobrai színaranyból és az inkák képmásai színezüstből. Megszámlálhatatlan edény és felszerelés, egytől egyig nemesfémből. A környező hegyekből öt forrás vizét vezették aranycsöveken a szentély ezüst- és aranymedencéibe, amelyek részint ivásra, részint a szent edények mosására vagy az áldozati állatok megtisztítására szolgáltak.
Hauka úgy érezte, hogy az inkák birodalma már soha nem fog visszatérni, ezért azt tervezte, hogy Antonióval  Európába utazik, hogy a barátjával együtt tanulhasson. Jaguár apó vaslogikája segítségével megtalálta a bejáratot, odavezette a társait, majd valamennyien leereszkedtek a tárnába, melynek csak a bejárata vitt függőlegesen, hamarosan egy vízszintes folyosóba értek, ahol a sziklafalból egy faékre kötözött kipura bukkantak. A kipu figyelmeztette őket, hogy ne gyújtsanak újabb gyertyát, amíg a második kiput el nem olvasták. Továbbhaladva egy hatalmas terembe értek, ahol nemesfémből készült szobrokat, edényeket, drága fegyvereket, csodás ékszereket pillantottak meg. Borzongó tisztelettel néztek szét, azután megkeresték a másik csomóírással írt üzenetet, miközben Jaguár apó a rejtett tűz búvóhelyét is felfedezte. A második kipu egy nagyon hosszú és részletes levél volt, amit gyertyavilágnál nem lehetett pontosan értelmezni, így elhagyták a barlangot. Odafent a két indián hosszú időn át vizsgálta a csomóírás jeleit, ezért lezeárták a barlang nyílását, majd visszamentek arra a helyre, ahol az öszvéreiket hagyták, ott Hauka és Anciano tüstént folytatták a munkájukat. Az öreg indián ismertette Jaguár apóval a kipu tartalmát:
Fiamnak, Haukaroporának, az utolsó inkának.
Mire ez a kipu a szemed elé kerül, én már nem leszek az élők sorában. Nemzetek is meghalnak. A mi nemzetünk meghalt, éppen úgy, mint én. Ne reméld, hogy valaha is feltámad. Belőled sohasem lesz uralkodó. Nemzetem pusztulását aranya és ezüstje okozta. Te is kincsek miatt akarsz elpusztulni? Ha nemzetem szegény marad, még ma is élne és munkálkodna. Maradj szegény, akkor élni és munkálkodni fogsz. Ne csillogó fémek tegyenek gazdaggá, hanem eszed és szíved. Akkor boldogabb leszel minden ősödnél. Kérve kérlek, nem parancsolok. Ez a kincs a tied. Vedd el, vagy ne vedd el, csak tőled függ. De ha elveszed, rabszolga leszel; s ha megvetéssel elfordulsz tőle, szabad ember lesz belőled. Birtokodban van az inkák aranybuzogánya. Ha eladod, elég pénzed lesz ahhoz, hogy tanulj. Tanulj, hogy dolgozhass, mert a munka jó. A munka az ember becsületére válik, míg a gyönyör és tétlenség gyalázatba taszít. Ha az aranyat választod, vedd el; de óvakodj a csurgókban szunnyadó tűztől. Ha a becsületet és az igazi boldogságot választod, akkor add vissza a fémet a földnek, melyből elrabolták. Akkor gyújtsd meg a szunnyadó tűz első gyertyáját, és siess ki a barlangból! Most hát válassz, de jól! Ereidben uralkodók vére csörgedez, tehát uralkodj magadon is, s minden sikerül. Melletted vagyok, és melletted maradok. Viselkedj úgy, hogy szívem örömét lelje benned! Akkor szellemem boldogan tekint le rád, amíg nem követsz engem oda, ahol nem számít az arany és ezüst, csak a szív kincseit mérlegelik. Cselekedj úgy, ahogy fiamhoz méltó, hiszen itt apád beszél!
|  | Itt a vége a cselekmény részletezésének! |

## Szereplők
- Jaguár apó (eredeti nevén: Karl Hammer, Metana Mu (indiánnév) vagy Lightning Hand = Villámló Kéz)
- Haukaropora (röviden: Hauka), a Napisten fia, az utolsó inka
- Anciano, Hauka kísérője
- Antonio Perillo, eszpáda
- Benito Pajaro, a mestergambusino (el gambusino maestro)
- Antonio, 16 éves perui
- dr. Morgenstern, zoológus
- Fritz, pincér, majd a doktor szolgája
- Don Parmesan Ruy el Iberio de Sarguna y Castelguardiente, kirurgus (sebész), a Mészáros
- Pellejo kapitány
- Brazo Valiente, Bátor Kar, az abipónok törzsfőnöke
- El Craneo duro, Kemény Koponya, a kambák törzsfőnöke
- Geronimo, Jaguár apó embere
- Verano hadnagy
- Solido bankár
- El Picaro, a Kópé
- señor Crusada, madridi eszpáda
- señor Rodrigo Sereno, fogadós
- Hegyes Kés, a mozsók főnöke
- Engel bankár, Antonio apja
- Malzeso, a peon
- 2 arriero

## Képregény
- 1979-ben a Népszavában jelent meg folytatásokban a regény képregényváltozata. Fazekas Attila rajzaival, Cs. Horváth Tibor szövegével.
- Másodközlésben a Füles 1985/50-1986/15. számaiban látott napvilágot.[4]
- Lengyel nyelven – Dziedzictwo Inków címmel – 1987-ben (40 oldalon) adták ki a Füles 1985-86-os kiszínezett változatát.[5]

## Film
1965-ben Az inkák kincse címmel Georg Marischka rendezésében 100 perces spanyol-bolgár-német-olasz film készült a regényből.